# Чемпионат Великобритании по фигурному катанию 2010
Чемпионат Великобритании по фигурному катанию 2010 — соревнование по фигурному катанию среди фигуристов Великобритании сезона 2009—2010 года, организованное Национальной Ассоциацией конькобежцев (англ. National Ice Skating Association).
На турнире были определены чемпионы страны в мужском и женском одиночном катании, парном фигурном катании и в спортивных танцах на льду. Чемпионат проходил одновременно во всех трёх возрастных группах: «взрослые», юниоры, «новички». Был определён состав команды страны на предстоящие в сезоне соревнования: чемпионат Европы, чемпионат мира среди юниоров и чемпионат мира.
Кроме того, результаты этого турнира стали важным критерием для определения состава сборной команды Великобритании на Олимпийские игры 2010 года, где страна имела лицензии в трёх дисциплинах фигурного катания (кроме мужского одиночного катания). В результате, в команду вошли: Дженна Маккоркел (в женском одиночном катании), Стейси Кемп и Дэвид Кинг (в парном катании), Шинед Керр и Джон Керр, Пенни Кумс и Николас Бакленд (в танцах на льду).
Турнир прошёл с 23 по 28 ноября 2009 года в Шеффилде.

## Результаты

### Мужчины
| Место | Имя              | Клуб  | Сумма баллов | SP | FS |
| ----- | ---------------- | ----- | ------------ | -- | -- |
| 1     | Мэтью Парр       | DUNDE | 154.19       | 1  | 1  |
| 2     | Томас Полсон     | NIC   | 143.44       | 2  | 3  |
| 3     | Дэвид Ричардсон  | NIC   | 140.09       | 4  | 2  |
| 4     | Иона Пол Патридж | L/VAL | 130.03       | 3  | 5  |
| 5     | Люк Чилкотт      | GILL  | 122.46       | 6  | 4  |
| 6     | Филлип Харрис    | COV   | 111.41       | 5  | 6  |
| 7     | Дэвид Братт      | NIC   | 98.35        | 8  | 7  |
| WD    | Эллиотт Хилтон   | NIC   |              | 7  |    |

- WD = снялся с соревнований

### Женщины
| Место | Имя               | Клуб  | Сумма баллов | SP | FS |
| ----- | ----------------- | ----- | ------------ | -- | -- |
| 1     | Дженна Маккоркелл | COV   | 122.48       | 1  | 1  |
| 2     | Карли Робертсон   | DUNDE | 104.85       | 2  | 2  |
| 3     | Laura Kean        | DUNDE | 93.69        | 3  | 3  |
| 4     | Tashe Smith-Krup  | PETER | 80.84        | 4  | 4  |
| WD    | Karla Quinn       | ICESH |              | 5  |    |

- WD = снялась с соревнований

### Пары
| Место | Имя                            | Клуб  | Сумма баллов | SP | FS |
| ----- | ------------------------------ | ----- | ------------ | -- | -- |
| 1     | Стейси Кемп / Дэвид Кинг       | NISA  | 132.09       | 1  | 1  |
| 2     | Erica Risseeuw / Robert Paxton | I_O_W | 120.75       | 2  | 2  |

### Танцы на льду
| Место | Имя                               | Клуб  | Сумма баллов | CD | OD | FD |
| ----- | --------------------------------- | ----- | ------------ | -- | -- | -- |
| 1     | Шинед Керр / Джон Керр            | MURR  | 190.14       | 1  | 1  | 1  |
| 2     | Пенни Кумс / Николас Бакленд      | NIC   | 158.86       | 2  | 2  | 2  |
| 3     | Кристина Читвуд / Марк Ханретти   | ICESH | 152.39       | 3  | 4  | 3  |
| 4     | Филлипа Таулер-Грин / Филлип Пуль | STRE  | 146.56       | 5  | 3  | 5  |
| 5     | Луис Уальден / Оуэн Эдвардс       | DEE   | 144.13       | 4  | 5  | 4  |
| 6     | Мелисса Джеймс / Jamie Burns      | L/VAL | 126.97       | 6  | 6  | 6  |